# Arte scitica
Per arte scitica s'intende l'espressione artistica dei popoli cumulativamente conosciuti come Sciti, cioè parlanti le lingue scitiche, costituita principalmente da oggetti decorativi, come gioielli, prodotti dalle tribù nomadi dell'area storica nota come Scizia, oggi divisa tra Asia centrale, parti dell'Europa orientale a est della Vistola e parti dell'Asia meridionale, con i margini orientali della regione solo vagamente definiti dagli Antichi Greci. L'identità dei popoli nomadi delle steppe è spesso incerta e il termine "scita" dovrebbe spesso essere preso in modo approssimativo. L'arte dei nomadi a est del territorio centrale degli Sciti mostra strette somiglianze e differenze e vengono spesso usati termini come "Mondo scito-siberiano". Altri popoli nomadi eurasiatici riconosciuti dagli scrittori antichi, in particolare Erodoto, includono i Massageti, i Sarmati e i Saci/Saka, questi ultimi di origine indo-iranica, mentre le antiche fonti cinesi parlano di Xiongnu o Hsiung-nu. Gli archeologi moderni riconoscono, tra l'altro, le culture di Pazyryk, Tagar e Aldy-Bel, con la più a est di tutte, la successiva cultura Ordos un po' a ovest di Pechino. L'arte di questi popoli è conosciuta collettivamente come Arte delle steppe.
Nel caso degli Sciti, l'arte caratteristica fu prodotta in un periodo che va dal VII al III secolo a.C., dopodiché gli Sciti furono gradualmente spostati dalla maggior parte del loro territorio dai Sarmati e ricchi depositi tombali cessano tra le restanti popolazioni scite sul Mar Nero. Durante questo periodo molti Sciti divennero sedentari e coinvolti nel commercio con i popoli vicini come i Greci. Nel periodo precedente, l'arte scitica comprendeva figure animali stilizzate modellate molto vigorosamente, mostrate singolarmente o in combattimento, che ebbero un'influenza duratura e molto ampia su altre culture eurasiatiche fino alla Cina e ai Celti europei. Quando gli Sciti entrarono in contatto con i greci all'estremità occidentale della loro area, le loro opere d'arte influirono sull'arte greca e ne furono influenzate; anche molti pezzi sono stati realizzati da artigiani greci per i clienti sciti. Sebbene l'oreficeria fu un'importante manifestazione dell'arte greca antica, molto poco ne è sopravvissuto nel mondo greco e i reperti provenienti dalle sepolture scitiche rappresentano il più grande gruppo di pezzi oggi a nostra disposizione. La commistione delle due culture in termini di artisti, forme, stili e storia degli oggetti pone interrogativi complessi. Molti storici dell'arte ritengono che gli stili greco e scita fossero troppo distanti perché le opere in uno stile ibrido potessero soddisfare pienamente le distinte utenze. Anche altre influenze delle civiltà urbanizzate come quelle della Persia e della Cina e le culture montane del Caucaso hanno influenzato l'arte dei nomadi.
La Cultura di Pazyryk della Siberia, affine alla cultura scita, produsse un'arte simile ma ispirata da modelli cinesi laddove gli Sciti si contaminarono con Greci e Persiani. Negli ultimi anni, gli archeologi hanno trovato reperti preziosi in vari luoghi della zona.
L'arte scitica, in particolare l'oreficeria, è molto apprezzata nelle collezioni museali. Molti dei manufatti più preziosi si trovano nel Ermitage di San Pietroburgo. Più in generale, in tutto l'Occidente gli Sciti e la loro arte sono divenuti famosi grazie a una serie di mostre itineranti in prestito da musei ucraini e russi negli Anni '90 e 2000.

## Contesto culturale
Gli Sciti (in latino Scythi; in greco antico: Σκύθης?, anche Σκύθοι; persiano Saka) furono una popolazione nomade indoeuropea di ceppo iranico attestata nella steppa eurasiatica dal XIX secolo a.C. al IV secolo dell'Era cristiana. Gli antichi greci li consideravano mitologicamente figli di Eracle ed Echidna, o di Zeus e Boristene.

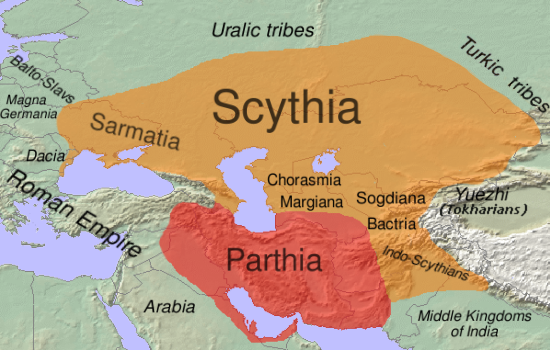
La Scizia nel 100 a.C.

Le relazioni tra i popoli residenti in questa vastità di regioni non sono oggi chiare e il termine "Sciti" è stato utilizzato in senso a volte ampio a volte specialistico. Gli archeologi moderni parlano di "Sciti" quali esponenti della "Cultura scito-siberiana" senza implicazioni etnico-linguistiche, tanto che il termine "scitico" finisce per "descrivere una fase di diffusione del nomadismo montato, caratterizzato dalla presenza di specifiche armi, finimenti e un'arte basata su placche metalliche zoomorfe".  Il territorio più occidentale toccato dal fenomeno nell'Età del ferro è quello che gli antichi greci chiamarono "Scizia", circoscrivendo così l'uso del termine "Sciti" a identificativo di coloro che abitavano quell'area ove erano parlate le lingue scitiche.
Gli Sciti furono tra i primi a padroneggiare l'impiego bellico della cavalleria: allevavano mandrie di cavalli e armenti, vivevano in tende montate su carri e combattevano armati d'arco e frecce dalle loro selle. Svilupparono una ricca cultura caratterizzata da opulente sepolture, raffinata metallurgia e un brillante stile artistico. Nel VIII secolo a.C. razziarono (pare) l'impero cinese della dinastia Zhou e, poco dopo, si spostarono a ovest, raggiungendo la steppa pontico-caspica dalla quale espulsero i Cimmeri. All'apice del loro potere, gli Sciti dominavano la totalità delle steppe eurasiatiche, dai Carpazi a ovest fino alla Cina centrale (Cultura di Ordos) e alla Siberia meridionale (Cultura di Tagar) a est, creando quello che è stato definito il primo impero nomade dell'Asia centrale, sebbene si trattasse di una compagine che ben poco aveva di "statale".
Secondo lo storico greco Erodoto, gli Sciti chiamavano sé stessi "Scoloti", nome derivato da quello di uno dei loro re, tale Skules. Di conseguenza, gli Sciti chiamavano se stessi "Skula". Erodoto sostiene inoltre che i Persiani chiamassero gli Sciti "Saka". Attraverso lo studio di nove iscrizioni persiane, Oswald Szemerényi ha riscontrato che in due di queste gli Sciti occidentali erano chiamati dai Persiani Sakā tyaiy paradraya e Saka paradraiya in una, gli Sciti orientali sono chiamati Sakā haumavargā e tigraxaudā. In un'altra iscrizione, è utilizzato il termine "Saka" sempre in riferimento agli Sciti orientali oppure Sakaibiš. Assiri ed Ebrei trassero il nome aškuza/iškuza tramite gli Sciti stessi dopo l'invasione del Medioriente, da cui deriverebbe il nome originario Skuza, pressoché identico al greco Σκὺθης, mutuato dal prototipo iraniano *Skuδa-, il cui significato originario non era "cacciatore di scalpi" o "pastore". Questo nome si formò dalla radice *skeud-, "gettare, tirare", traslata anche nelle lingue germaniche (lingua inglese: shoot); il suo significato sarebbe pertanto "arciere", come del resto confermato dalle fonti storiche che fanno dell'abilità con l'arco un tratto fondamentale degli Sciti.

## Caratteri generali
L'arte scitica è, insieme a quella iberica e a quella celtica, una delle tre civiltà artistiche non classiche che si possono riconoscere nell'antica Europa continentale:

- l'arte iberica non superò mai lo stadio barbarico e, dopo aver assorbito elementi fenici e greci, si esaurì nell'arte provinciale di età romana non travalicando mai i confini ispanici;
- l'arte celtica ebbe invece da subito un'importanza storica europea, inserendosi poi nell'arte delle province romane e nella c.d. "arte barbarica" nordico-germanica, costituendo quindi il primo grande contributo barbarico all'arte europea;
- l'arte scitica ebbe invece un'enorme area di diffusione, toccando a oriente l'arte cinese e quella celtica ad occidente, giungendo, nell'Alto Medioevo, ad influire sull'arte nordico-germanica dell'Età delle migrazioni, i.e. la predetta "arte barbarica".

Merito degli Sciti fu l'elaborazione del c.d. "Stile animalistico" eurasiatico, una categoria artistico-storica a sé contro la quale la sola arte greca rimase impenetrabile, ma la loro arte fu sempre "periferica" rispetto all'Europa. La giusta comprensione dell'originalità e dell'alto valore estetico dell'arte scitica arrivò però non prima del XX secolo, essendo stata, sino ad allora, considerata come un ramo barbarico dell'arte del mondo antico, una misera imitazione di modelli stranieri.

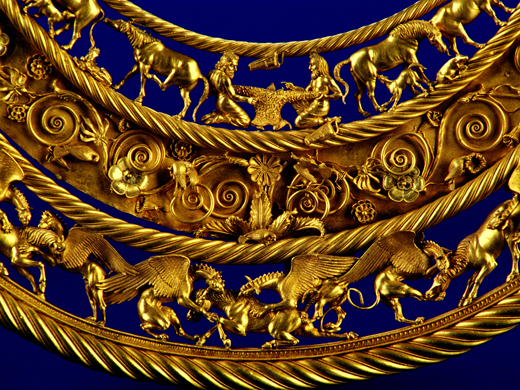
Pettorale scitico d'oro, o collo, da un kurgan reale a Tolstaja Mogila, Pokrov (Ucraina), datato alla seconda metà del IV secolo a.C.

L'arte degli Sciti era realistica e sinuosa. Più che elaborare una vera e propria arte, realizzarono uno stile, appunto noto come stile animalistico. Un'arte popolare, priva di opere monumentali ma capace di collegare l'Ucraina pre-slava al Mondo Antico, influenzando la crescita delle successive arti europee. Si esprimeva principalmente in minuziose decorazioni di qualsiasi oggetto, anche di quelli d'uso più comune, con forme chiare e armoniche.
Seppure differenziata da qualche localismo determinato dalle diverse posizioni geografiche che permettono di distinguere gli Sciti dell'area attorno al Mar Nero da quelli orientali l'arte scitica è sostanzialmente unitaria nei temi e nelle forme. Così, influenze cinesi contaminarono maggiormente gli artisti sciti a ridosso del territorio dell'Altaj, mentre Persiani e Greci dettero un impulso specifico agli Sciti delle steppe occidentali, senza però mai sfaldare l'unitarietà della cultura scita. La permanenza secolare degli Sciti in Medioriente ne influenzò notevolmente l'arte che, contaminata dal gusto orientale, accomunò alla tipica impronta artistica nomade, fatta d'oggetti in osso, legno e corno, un largo uso di ricercati oggetti in oro, in cui spiccano mescolati elementi assiri, urartei, medi, babilonesi e proto-iranici.
Gli elementi caratteristici della produzione artistica degli Sciti sono prevalentemente soggetti animali, in particolare raffigurazioni che vanno dal c.d. "animale contorsionista", alle scene di caccia, a violenti scontri tra bestie reali o immaginarie, composte da parti di differenti animali, alla raffigurazione del c.d. "galoppo volante": la rappresentazione della figura distesa, di profilo, dell'animale in movimento, oggi considerato dagli storici l'apice della sintesi artistica scita che cercava con una sola immagine di raffigurare diversi momenti del movimento. Frequente è il symplegma (intreccio) tra gli animali. Non di rado le scene di movimento raffigurano scontri tra le più diverse tipologie di bestie, soprattutto nell'Altaj, talvolta con una predilezione, da parte dell'artista, per il predatore che ha la meglio sulla preda. Pietro Citati sostenne la tesi che questi continui mescolamenti d'animali, spesso anche in un solo essere fantastico, sottendevano a una filosofia della metamorfosi propria della cultura scita. L'elaborazione di bestie immaginarie mediante la combinazione di più elementi animali testimonia, più che un horror vacui, l'intuizione della diversità e versatilità della natura, secondo un gusto forse di derivazione ittita, sebbene le raffigurazioni animali avessero già avuto un proprio sviluppo nel Caucaso ancor prima che apparissero gli Sciti o si formasse un'unità artistico-culturale con l'Armenia, l'Anatolia, la Mesopotamia settentrionale e parte della Persia.

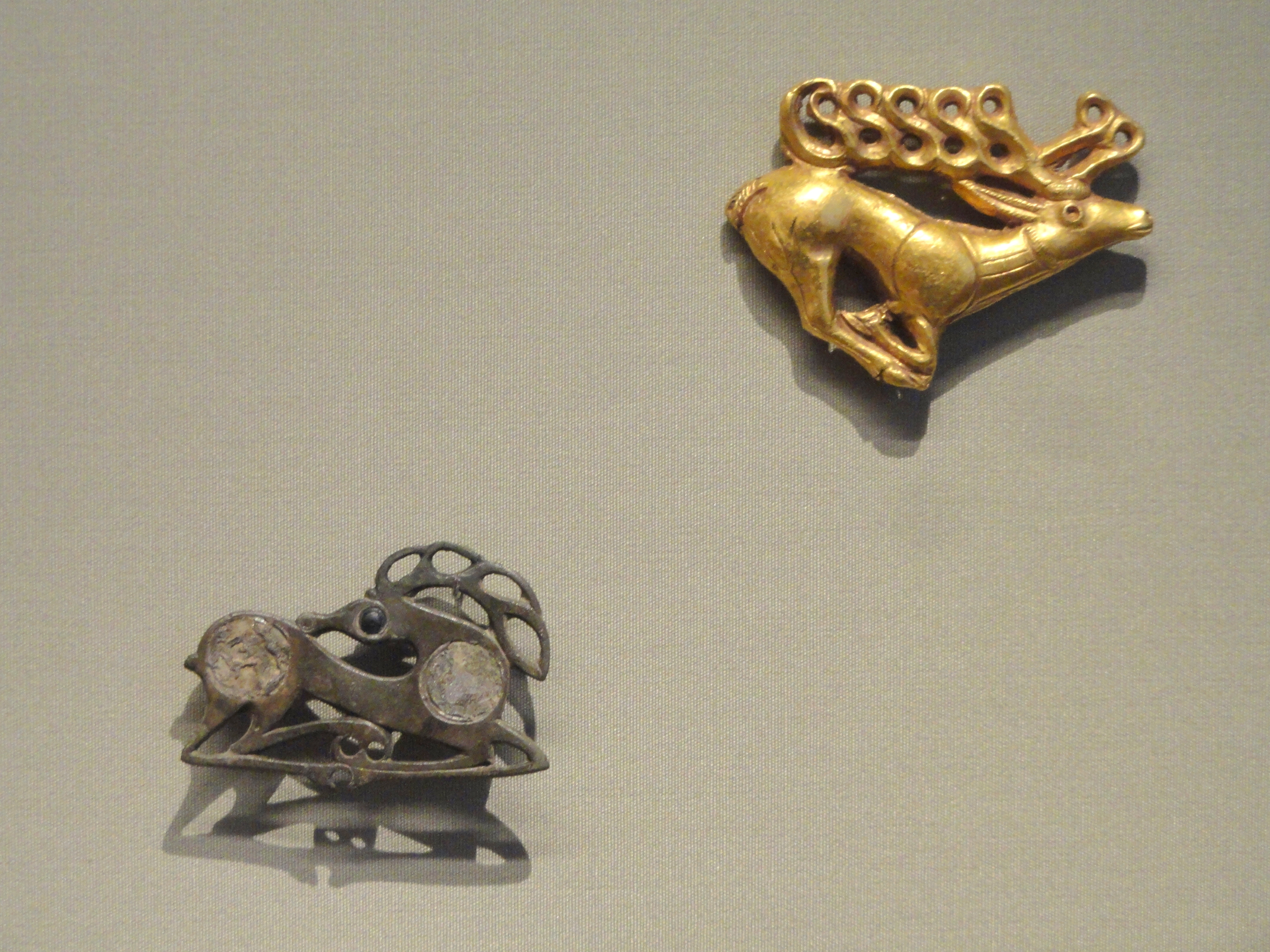
L'influenza dell'arte scitica: Fibula in forma di cervo sdraiato (sotto), circa 400 d.C., Europa nord-orientale e placca di cervo (sopra), 400-500 a.C., Scita, Asia occidentale, oro.

Tra i motivi singoli più caratteristici degli Sciti c'è senz'altro il cervo, antico elemento d'adorazione dei popoli siberiani ma probabilmente del tutto privo di significati religiosi per loro, sebbene è possibile che fosse ritenuto animale psicopompo, come testimonierebbero le maschere cornute per cavallo ritrovate nelle sepolture di Pazyryk. Viceversa, il cavallo non era tra gli animali più rappresentati, nonostante fosse un elemento fondamentale nella vita quotidiana di questi popoli nomadi.
Altro elemento importante dell'arte scitica furono le corna, la cui funzione simbolica e rituale per diversi popoli preistorici è ben nota, soprattutto nell'area orientale della pianura eurasiatica. Tra gli Sciti mantennero tale significato simbolico e divennero uno stilema classico nella loro arte.

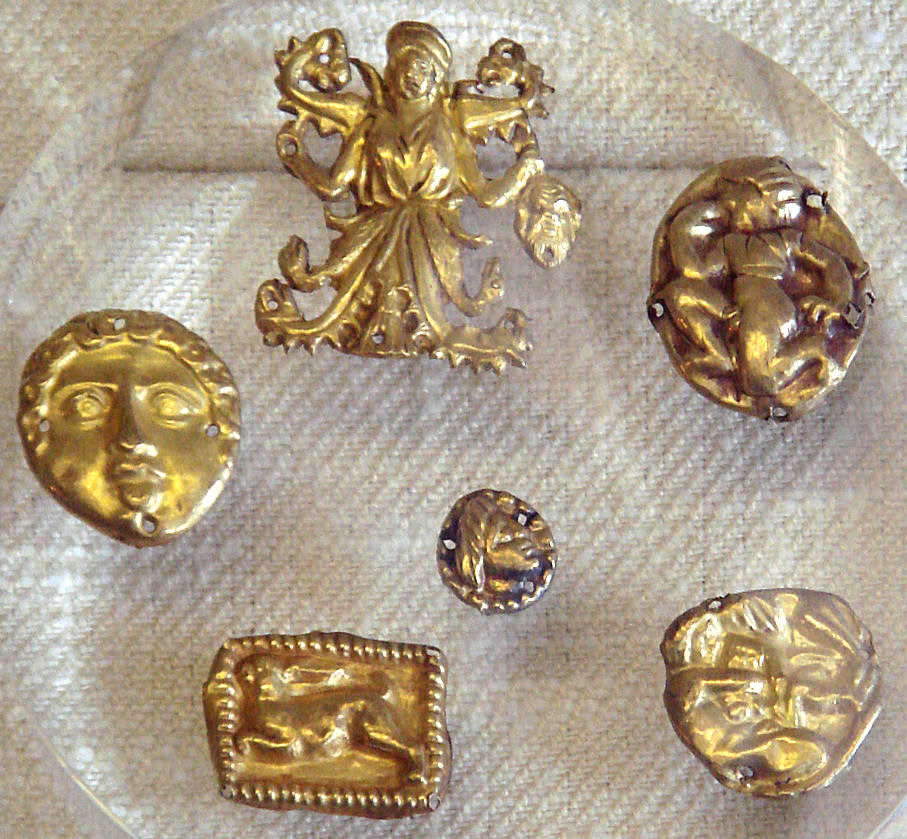
Il tesoro di Kul-Oba (Crimea), 400-350 a.C.

Gli Sciti lavoravano in un'ampia varietà di materiali come oro, legno, cuoio, osso, bronzo, ferro, argento ed elettro. Gli abiti e le bardature dei cavalli erano cuciti con placchette in metallo e altro materiale, e più grandi, tra cui alcuni dei più famosi scudi o carri probabilmente decorati. Il feltro di lana veniva usato per abiti, tende e bardature per cavalli altamente decorati e un importante nomade a cavallo nel suo vestito migliore doveva presentare uno spettacolo molto colorato ed esotico. In quanto nomadi, gli Sciti producevano oggetti interamente portatili, per decorare i loro cavalli, vestiti, tende e carri, ma è anche nota una loro produzione "statica", legata al contesto sepolcrale: monumenti funebri, i kurgan, sovente decorati da stele di pietra scolpite rozzamente, probabili memoriali di defunti. La fusione del bronzo di altissima qualità è la principale tecnica di metallo utilizzata nella steppa eurasiatica ma gli Sciti si distinguono per il loro uso frequente dell'oro in molti siti, sebbene grandi quantità di oggetti d'oro siano stati trovati anche più a est: nel tesoro di oltre 20 000 pezzi di "oro battriano" in stili in parte nomadi provenienti da Tillia Tepe in Afghanistan.
Le sepolture di Pazyryk, ad est della Scizia vera e propria, sono particolarmente importanti perché le condizioni di congelamento hanno preservato un'ampia varietà di oggetti in materiali deperibili che non sono sopravvissuti nella maggior parte delle sepolture antiche, nelle steppe o altrove. Questi includono sculture in legno, tessuti inclusi vestiti e arazzi applicati in feltro e persino elaborati tatuaggi sul corpo della c.d. "Mummia dell'Altai". Questi chiariscono che importanti antichi nomadi e i loro cavalli, tende e carri erano allestiti in modo molto elaborato con una varietà di materiali, molti dei quali dai colori vivaci. La loro iconografia comprende animali, mostri e bestie antropomorfe, oltre ad alcune divinità tra cui una "Grande Madre", oltre a energici motivi geometrici. Gli archeologi hanno scoperto tappeti di feltro, strumenti e utensili domestici ben realizzati. Anche gli abiti erano di buona fattura, molto rifiniti da ricami e applicazioni. Le persone benestanti indossavano abiti ricoperti da placche dorate in rilievo ma spesso si trovano piccoli pezzi d'oro in quelle che sembrano essere sepolture relativamente ordinarie. Le merci importate includono un famoso tappeto, il più antico sopravvissuto, probabilmente realizzato in Persia o nei dintorni.
Scarsi e di poca importanza sono i rinvenimenti di vasellame. Era ritenuto di minor valore e costituiva infatti la gran parte del corredo funebre dei ceti più poveri. Il genere locale era grossolano, tinto con colori poco vividi, nero o grigio, in cui le coppe erano rare. Quello che appare nelle tombe più ricche è infatti sempre di importazione ionica o del Ponto.
Con lo stanziamento in Ucraina ed i sempre più massicci contatti con il mondo greco, gli Sciti, ormai quasi sedentari, assorbirono elementi artistici ellenici.

## Storia ed evoluzione stilistica

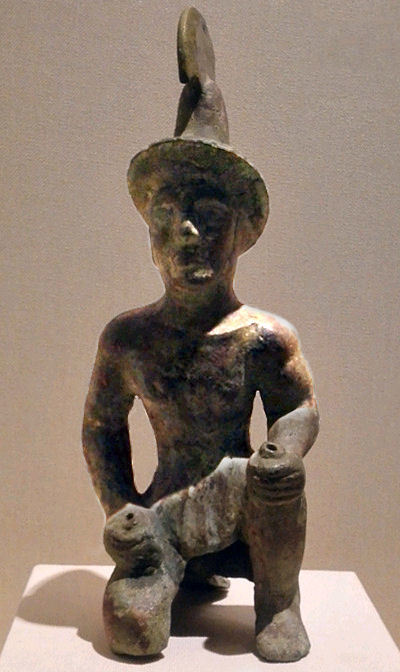
Statuetta della cultura Saka nello Xinjiang, da un luogo di sepoltura del III secolo a.C. a nord del Tien Shan, Museo dello Xinjiang, Ürümqi.

L'origine remota della stilizzazione dell'arte delle steppe è rintracciabile, molto probabilmente, nella cultura di Karasuk, databile fra il XIV secolo a.C. e il VII secolo a.C.
È possibile distinguere alcune varianti locali nell'arte delle genti nomadi delle grandi steppe eurasiatiche: 1) l'arte scitica propriamente detta; 2) arte dei Sarmati/Sauromanti (regione del Volga); 3) arte dei Saci (Asia centrale e Kazhakistan); e 4) l'arte dei nomadi della Siberia meridionale. Il carattere che accomuna le quattro varianti locali è appunto lo stile animalistico, che mostra una rimarchevole unità su tutta questa enorme area, particolarmente nelle fasi più antiche. Non mancano poi contributi e esempi attribuibili a tribù sedentarizzate, in tutto o in parte, come i Tagar.

### VII-VI secolo a.C.: L'impero nomade
Nel VII-VI secolo gli Sciti dominavano le steppe a nord del Caucaso. Datano a questo periodo i primi reperti attestanti lo stile animalistico scitico, caratterizzato dalla chiarezza ed espressività delle forme, che permettono di comprendere non solo l'immagine nella sua completezza, ma anche i singoli particolari. Datano a questo periodo i privi esemplari di gioielleria raffiguranti un cervo in "galoppo volante". Datano a questo periodo anche le prime sculture scitiche in pietra, raffiguranti guerrieri con armi, ottenute da blocchi monolitici. Le figure erano collocate sulla sommità dei kurgan, da cui il nome "stele kurgan", sia scitici sia di epoca anteriore.
La permanenza secolare degli Sciti in Medioriente ne influenzò notevolmente l'arte che, contaminata dal gusto orientale, accomunò all' "arte povera" della cultura nomade un largo uso di ricercati oggetti in oro, in cui spiccano mescolati elementi assiri, urartei, medi, babilonesi e proto-iranici. Inoltre, dalla fine del VI sec. a.C., lo stile animalistico muta per l'evidenziazione delle diverse parti del corpo dell'animale con motivi animalistici supplementari.
Sin dal VII secolo a.C. sono parimenti attestati esemplari riconducibili allo stile animalistico dei popoli iranici ubicati a oriente della Scizia vera e propria, cioè i Sarmati ed i Saci, tanto quanto dei popoli nomadi della Siberia.

### V secolo a.C.
Il V secolo a.C. segna l'inizio del declino degli Sciti, già debilitati dallo scontro con l'Impero achemenide nel 585 a.C. Cominciano a scomparire le immagini di grifone-ariete, cavallo, ariete, mentre si diffondono placche a forma di testa di alce e cinghiale e anche a forma di zampa o di posteriori di animale. Si fanno inoltre meno dinamiche le raffigurazioni dei cervi. Diviene comune la pratica di far confluire in un singolo motivo elementi separati caratteristici di animali diversi: es. il capro alato con artigli d'uccello al posto degli zoccoli.
Artigiani greci al soldo degli Sciti introdussero elementi dell'arte classica nella resa di taluni motivi tradizionali dei barbari: es. la cresta del grifone è trattata come una fila di palmette; palmette e bucrani compaiono nella decorazione dei calderoni scitici; ecc. Tramite i Greci, l'arte degli Sciti conosce l'ornato fitomorfo. Compaiono anche elementi riconducibili all'arte achemenide, come i rhyton.
La scultura prosegue la tradizione precedente ma rinnova le modalità della raffigurazione. Gli occhi sono ora in genere tondi, il naso ha la forma di un cappio, i baffi divengono rari mentre compare la barba. La presenza di un rhytón diventa una regola, così come quella di un gorytòs. La spada è ora posta di fronte, non di fianco. La cintura e il torque sono rigorosamente presenti come prima.

### IV-III secolo a.C.: Scito-Greci
Quando gli Sciti prosperarono grazie al commercio con i Greci, divennero un popolo stanziale di coltivatori, insediandosi presso Belz (Ucraina), ritenuta la capitale scita Gelonus con laboratori artigianali e ceramiche greche prominenti tra le rovine, ed in altre località. I pezzi precedenti riflettevano le tradizioni dello stile animale; nel periodo successivo molti pezzi, soprattutto in metallo, furono prodotti da artigiani greci che avevano adattato gli stili greci ai gusti e agli argomenti del ricco mercato scitico e probabilmente lavoravano spesso nel territorio dei barbari. Si pensa che alcuni pezzi siano stati addirittura importati dalla Grecia.
Il declino del potere politico della Scizia fu accompagnato dalla scomparsa della sua arte. La produzione artistica degli ultimi Sciti si differenzia in modo radicale da quella originaria, soprattutto per la mancanza totale dello stile animalistico. Radicale era ormai il mutamento nell'oreficeria: lo stile animalistico era sempre più difficile da leggere, meramente decorativo e fitomorfo. Compaiono, quasi certamente per influsso greco, figure antropomorfe.

### Influenze nell'arte successiva
Molti elementi dello stile artistico degli Sciti sono stati mutuati, nel corso dei secoli, in altre culture, sia in Europa sia nell'Estremo Oriente, ancora in epoca tardo medievale, permanendo nell'arte decorativa russa fino all'occidentalizzazione del Paese operata dallo zar Pietro il Grande nel XVIII secolo.

Lo stile scito-sarmatico che si consolidò nella Russia meridionale anche dopo la caduta della Scizia contaminò, attraverso i continui scambi commerciali con il Baltico, anche parte dell'arte decorativa scandinava, senz'altro anche grazie alla mediazione dei Celti di Hallstatt e di La Tène, intermediari naturali tra le due popolazioni. Questi furono il popolo più largamente influenzato dallo stile scita, come testimoniato dalla profonda penetrazione culturale scita in Ungheria, suffragata da una vera e propria contiguità anche sociale. Tracce evidenti del retaggio artistico degli Sciti si individuano nelle rappresentazioni animali dell'arte slava, così come in quella dei popoli germanici (Arte barbarica e Arte vichinga) nonché nell'arte della Britannia (Arte insulare e Arte anglosassone). Analogamente, il motivo dell'uccello policromo, dal grande becco e dall'occhio rotondo, si ritrova nell'arte dei Franchi mutuata dal culto dei Goti per gli uccelli rapaci. Il motivo animale degli Sciti si ritrova inoltre in numerose placche metalliche dell'Ordos e dell'Hunan (dal IV al I secolo a.C.), raggiungendo l'apice della contaminazione sotto la dinastia Han. Nell'Impero russo, le decorazioni con motivi d'uccello, sia su oggetti di ceramica/metallo sia di cucito, sopravvissero sino al Settecento, mentre le facciate di alcune chiese russe tardo medioevali, come quelle del distretto di Vladimir-Suzdal (XII-XIII secolo), sono affollate di bestie curiose e latamente araldiche, con strette connessioni nel disegno legate allo stile scita.

### La "scoperta" degli sciti e la loro fortuna archeologica

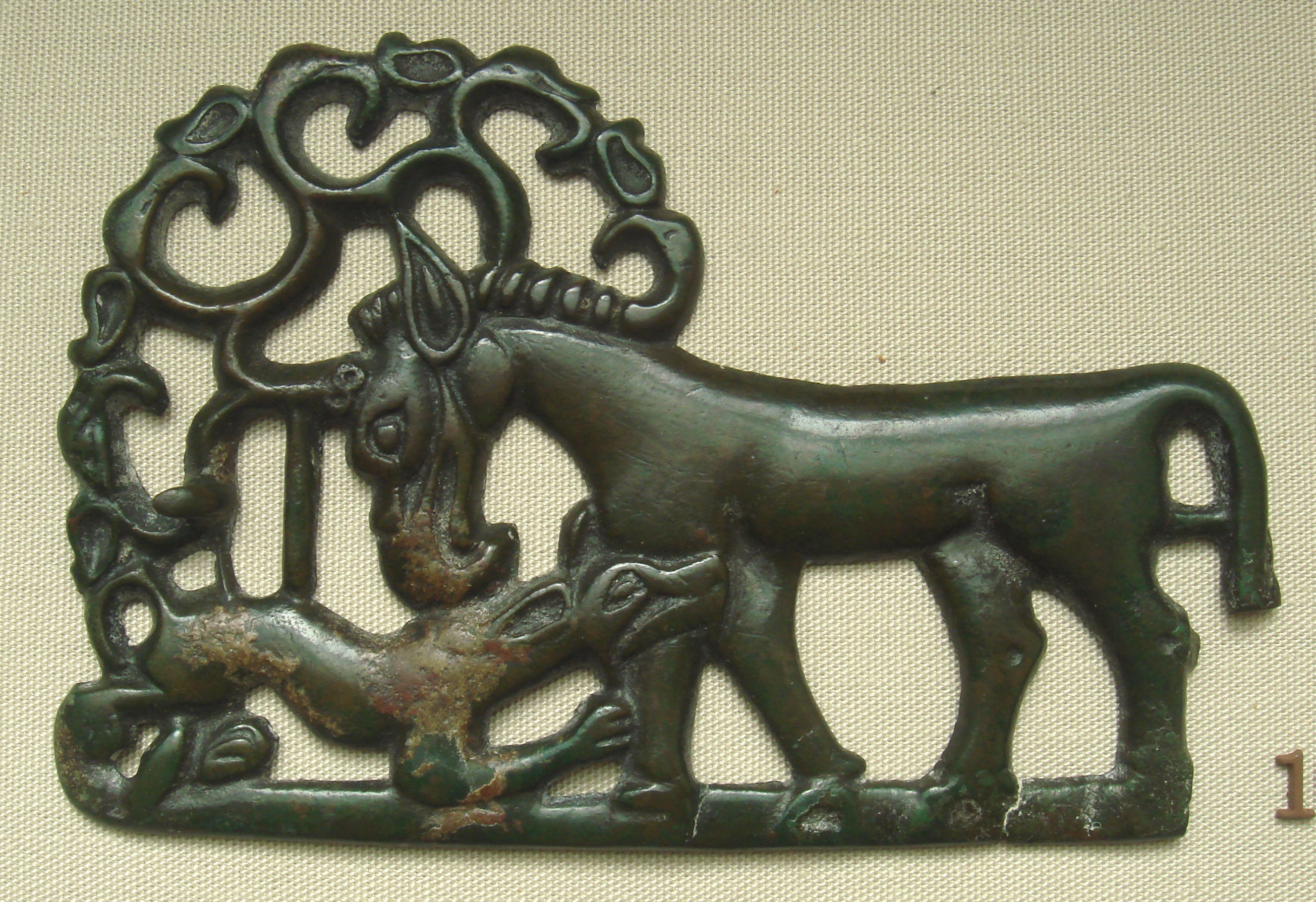
Targa in bronzo della cultura Ordos, IV secolo a.C. raffigurante un cervo attaccato da un lupo.

Un'alta percentuale dei kurgan sciti fu saccheggiata in vari momenti, spesso perché i monumenti erano privi di protezione non avendo insediamenti permanenti limitrofi. Per questo motivo i tesori vi venivano talvolta depositati in camere segrete sotto il pavimento o altrove. Molti dei reperti più eccezionali provengono da tali camere nei kurgan che erano già stati in parte derubati. Altrove la desertificazione della steppa ha portato piccoli oggetti un tempo sepolti a giacere sulla superficie della terra erosa, e molti bronzi di Ordos sembrano essere stati trovati in questo modo.
Gli esploratori russi portarono per la prima volta le opere d'arte scite recuperate dai tumuli funerari sciti allo zar Pietro il Grande. Queste opere costituirono la base della collezione conservata oggi all'Ermitage di San Pietroburgo. Caterina la Grande fu così colpita dal materiale recuperato dai kurgan che ordinò uno studio sistematico delle opere. Tuttavia, questo era ben prima dello sviluppo delle moderne tecniche archeologiche.
Nikolai Veselovsky (1848-1918), archeologo russo specializzato in Asia centrale, condusse molti dei più importanti scavi di kurgan ai suoi tempi. Tra i primi siti scoperti dagli archeologi moderni figurano i kurgan di Pazyryk, distretto di Ulagan della Repubblica dell'Altaj (Siberia meridionale), a sud di Novosibirsk. L'identificazione della "Cultura di Pazyryk" si dovette a questi reperti, cinque grandi tumuli funerari e molti più piccoli rinvenuti tra il 1925 e il 1949 dall'archeologo russo Sergej Ivanovič Rudenko. I kurgan contenevano oggetti da utilizzare nell'aldilà. Il famoso tappeto Pazyryk scoperto è il più antico tappeto orientale in pile di lana sopravvissuto.
L'enorme tesoro di "oro battriano" scoperto a Tillia Tepe nel nord dell'Afghanistan nel 1978 proviene dai margini del mondo nomade e gli oggetti riflettono l'influenza di molte culture a sud delle steppe sull'arte nomade. Le sei sepolture risalgono all'inizio del I secolo d.C. (tra i reperti c'è una moneta di Tiberio) e sebbene il loro contesto culturale non sia familiare, potrebbero riferirsi agli indo-sciti che avevano creato un impero nell'India settentrionale.
Recenti scavi a Belz (Ucraina) hanno portato alla luce una vasta città che si crede sia la capitale scita Gelonus descritta da Erodoto. Sono state rinvenute numerose botteghe artigiane e opere di ceramica. Un kurgan o tumulo vicino al villaggio di Ryzhanovka in Ucraina, 75 mi (121 km) a sud di Kiev, ritrovata negli anni '90 ha rivelato una delle poche tombe non saccheggiate di un capo scita, che regnava nell'area della steppa forestale del confine occidentale delle terre degli Sciti. Là, in una data tarda nella cultura scita (250-225 a.C. circa), una classe aristocratica recentemente nomade stava gradualmente adottando lo stile di vita agricolo dei suoi sudditi. Nel kurgan sono stati trovati anche molti gioielli.
Una scoperta fatta da archeologi russi e tedeschi nel 2001 vicino a Kyzyl, la capitale della repubblica russa di Tuva in Siberia, è la prima del suo genere e precede l'influenza della civiltà greca. Gli archeologi hanno scoperto quasi 5.000 pezzi d'oro decorativi tra cui orecchini, pendenti e perline. I pezzi contengono rappresentazioni di molti animali locali del periodo tra cui pantere, leoni, orsi e cervi.

## Architettura

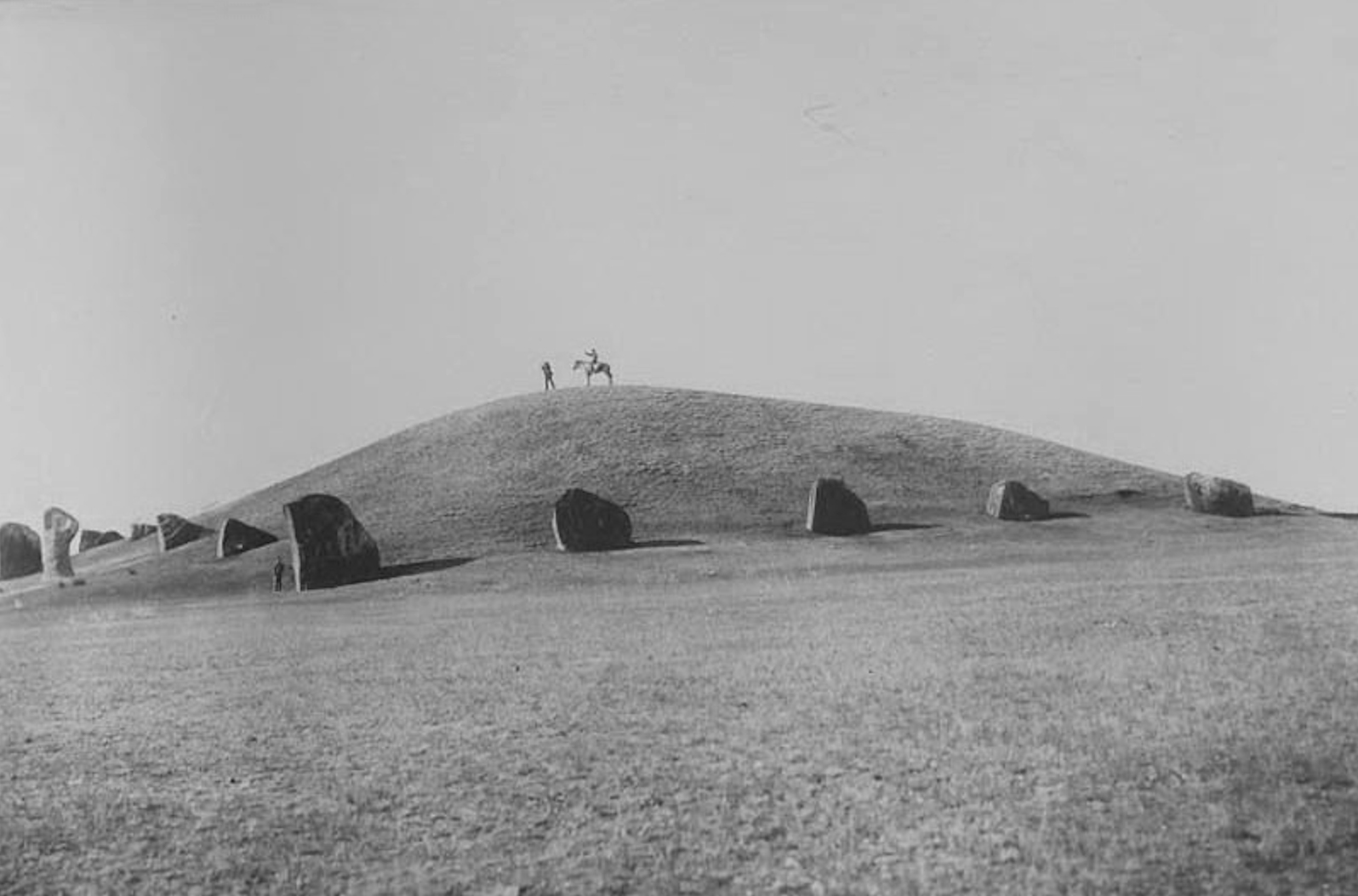
Kurgan di Salbyk, realizzato dagli Sciti nel V-IV sec. a.C. con balbal ed obelisco alla sommità. Fotografato prima degli scavi, all'inizio del XX secolo - territorio di Minusinsk (Siberia).

Come già menzionato, l'arte scitica fu priva di opere monumentali essendo espressione di un cultura nomade. L'unica tipologia architettonica, se così vogliamo definirla, realizzata dagli Sciti fu il tumulo, kurgan, al cui interno venivano inumati i corpi dei defunti assieme a ricchi corredi funerari. Il tumulo veniva eretto scavando una trincea inclinata, alla cui estremità più lontana si piantava un grosso palo. Se ne sostenevano i lati con puntelli di legno, quindi la trincea veniva mutata in un corridoio erigendo un tetto conico. Una tettoia si appoggiava al palo principale mentre ulteriori pertiche fungevano da colonne di sostegno. I rivestimenti interni, nelle tombe della Russia meridionale, erano di vimini, giunchi, corteccia di betulla, paglia o coperte, mentre a Pazyryk era di largo uso il feltro. Nel Kuban' gli interni erano sovente affrescati. Nella camera principale spesso vi era una sorta di rivestimento di pietra e un soffitto di legno. La bara era talvolta sostituita da una cassa dipinta, oppure decorata d'oro. Le camere secondarie del tumulo ospitavano i corpi della servitù. Le prime ricche sepolture kurgan includono sempre un maschio, con o senza una consorte femminile, ma dal IV e III secolo ci sono numerose sepolture importanti con solo una femmina.
Il sito di Tolstaja Mogila presenta tumuli alti tra i 9 e i 21 metri e circonferenza tra i 122 e i 370 metri. Le camere funebri erano profonde 13 metri sotto il livello del suolo, lunghe 4,5 e alte 2,15. I tumuli di Pazyryk erano più elaborati, l'architettura più complessa, i pavimenti ricoperti di ghiaia; le camere funebri dei tumuli più grandi raggiungevano i 41 m², chiuse da una doppia cinta di mura, esternamente di tronchi grezzi e internamente in pietra levigata.
Inoltre i corpi dei defunti venivano imbalsamati e solo parzialmente vestiti, con gli uomini senza i pantaloni.

Gran parte delle tombe reali si trovano nella zona tra Gyumri e Nicopoli, anche se altre sono lungo il confine coi territori greci di Panticapeo.
Tra il VII e il VI secolo a.C., all'apice della prosperità della cultura scita, i capitribù e le loro mogli venivano sepolti con corredi di immenso sfarzo, i gioielli migliori, un grande corredo d'abiti per l'oltretomba, vasi sacri d'oro e d'argento, ritoni, tazze, anfore con olio e vino e caldaie di bronzo con scorte di carne per l'aldilà. Nelle tombe reali, i defunti erano riccamente adornati di gioielli d'ogni genere: diademi d'oro, collane, cinture, bracciali, orecchini, monili, anelli, amuleti, bottoni, fibbie. Le placche d'oro erano un ornamento comune degli abiti degli Sciti soprattutto rotonde.

## Scultura

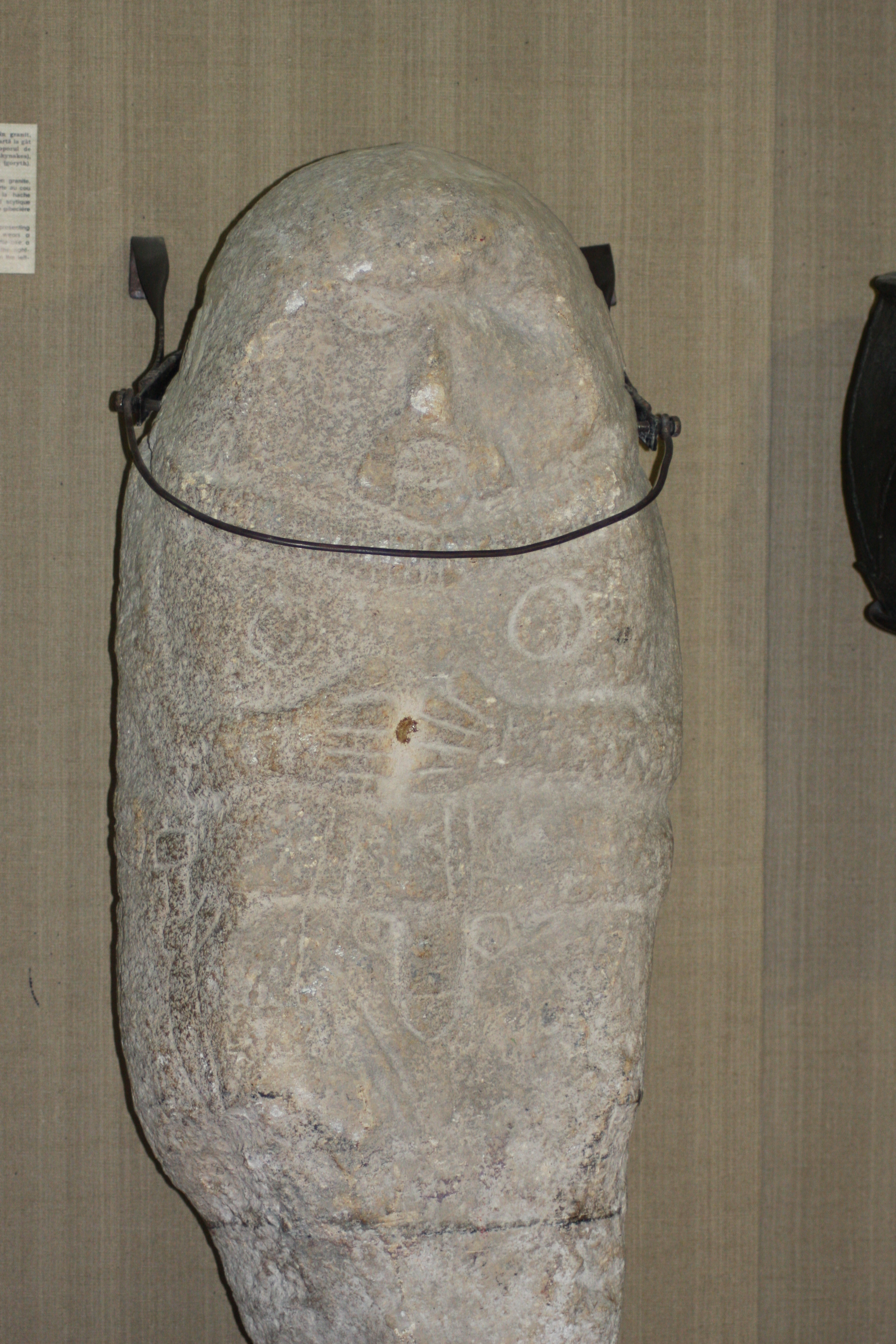
Stele antropomorfa in granito da un kurgan rumeno.

Le Stele kurgan (in mongolo: хүн чулуу ; in Russo: каменные бабы ; in Ucraino: Баби кам'яні " babà di pietra"; Kyrgyz  [bɑlbɑl]) o Balbal ( балбал balbal, molto probabilmente dalla parola turca balbal, "antenato" o "nonno", o dal mongolo barimal, "statua fatta a mano") sono monumenti in pietra, di tipo antropomorfo, che rientrano nel fenomeno del megalitismo, comune alle popolazioni pre-protostoriche dell'Europa a partire dal III millennio a.C. Si tratta della variante europeo-orientale delle c.d. "Statue stele", originariamente legate alla cultura kurgan: i monumenti erano infatti collocati alla sommità, all'interno o all'esterno (intorno o disposti in percorsi votivi) dei kurgan.
Inizialmente legati alla facies Jamna della cultura kurganica e quindi ai proto-indoeuropei secondo la c.d. "Ipotesi kurganica" questi monumenti vennero prodotti in un arco di tre millenni. Gli esemplari dell'Età del ferro sono attribuiti agli Sciti che se ne fecero poi divulgatori ai popoli nomadi di ceppo turco che subentrarono agli indoeuropei nel dominio sulla steppa pontico-caspica (es. Cumani).
La stele kurgan era probabilmente il memoriale di un defunto onorato. Come elemento architettonico, le stele potevano fungere da recinto in pietra, spesso circondate da un fossato e con focolari sacrificali, a volte piastrellati all'interno, per il tumulo. I balbal degli Sciti raffigurano comunemente un guerriero che tiene un Corno potorio nella mano destra sollevata. Molti mostrano anche una spada o un pugnale appesi alla cintura del guerriero.

## Gioielleria
La gioielleria è la branca artistica degli antichi Sciti della quale sono sopravvissute le maggiori testimonianze. La tecnica dell'intarsio fu certamente appresa in Persia e veniva praticata diffusamente, cosa invece non dimostrata presso le tribù nomadi vicine. Gli intagli in osso testimoniano più accuratamente lo stile scita rispetto agli oggetti in metallo prezioso. Le tecniche d'intaglio venivano riadattate a quelle di lavorazione del metallo. Talvolta, gli intagli lignei venivano ricoperti d'oro battuto o lamine di piombo.
I gioielli delle steppe presentano vari animali tra cui cervi, gatti, uccelli, cavalli, orsi, lupi e bestie mitiche. Particolarmente impressionanti sono le figure dorate di cervi in posizione accovacciata con le gambe infilate sotto il corpo, la testa eretta e i muscoli tesi per dare l'impressione di velocità. Le corna "ad anello" della maggior parte delle figure sono una caratteristica distintiva, che non si trova nelle immagini cinesi di cervi. La specie rappresentata è sembrata a molti studiosi la renna, che non si trovava nelle regioni abitate dai popoli delle steppe in questo periodo. I più grandi di questi erano gli ornamenti centrali per gli scudi, mentre altri erano placche più piccole probabilmente attaccate agli abiti. Il cervo sembra aver avuto un significato speciale per i popoli delle steppe, forse come totem del clan. La più notevole di queste figure include gli esempi rinvenuti presso:
- la necropoli di Kostromskaya nel Kuban' risalente al VI secolo a.C. (Hermitage).
- Tápiószentmárton in Ungheria risalente al V secolo a.C., ora Museo Nazionale dell'Ungheria, Budapest.
- Kul Oba in Crimea risalente al IV secolo a.C. (Hermitage).[77]

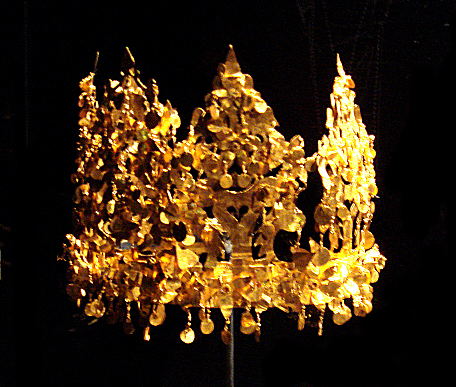
Corona d'oro dal Tesoro di Tillia Tepe (Afghanistan).

Un'altra forma caratteristica è la targa traforata comprendente un albero stilizzato sopra la scena da un lato, di cui sono qui illustrati due esempi. Successivamente i grandi pezzi di fabbricazione greca includono spesso una zona che mostra gli uomini sciti che apparentemente svolgono le loro attività quotidiane, in scene più tipiche dell'arte greca rispetto ai pezzi di fabbricazione nomade. Alcuni studiosi hanno tentato di attribuire significati narrativi a tali scene, ma questo rimane speculativo.
Sebbene l'oro fosse ampiamente utilizzato dall'élite dominante delle varie tribù scite, il materiale predominante per le varie forme animali era il bronzo. La maggior parte di questi articoli è stata utilizzata per decorare finimenti per cavalli, cinture di pelle e abbigliamento personale. In alcuni casi queste figure di animali in bronzo, quando cucite su giubbotti e cinture di pelle rigida, aiutavano a fungere da armatura.
L'uso della forma animale è andato oltre il semplice ornamento, apparentemente infondendo al proprietario dell'oggetto abilità e poteri simili all'animale che era raffigurato. Quindi l'uso di queste forme si estendeva agli equipaggiamenti da guerra, siano essi spade, pugnali, foderi o scuri d'arcione (sagaris). L'arma principale di questa cultura era l'arco, nella fattispecie l'arco composito, per la cui custodia fu sviluppato un precipuo contenitore, il c.d. gorytos (in greco antico: γωρυτός?) che comprendeva anche una faretra, spesso decorato con scene di animali o scene raffiguranti la vita quotidiana nelle steppe. C'è stato un marcato seguito di elementi greci dopo il IV secolo a.C., quando gli artigiani greci furono incaricati di decorare molti degli articoli di uso quotidiano.
C'erano botteghe specializzate nella produzione di oggetti d'oro in serie, come dimostrato dal fatto che, nel tumulo di Tsarsky Kurgan vi fossero placche d'oro realizzate con i medesimi stampi usati a Chertomlyk, Ogùz, Shibe, mentre a Pazyryk modelli analoghi sono stati ritrovati solo in argento.

## Tessitura

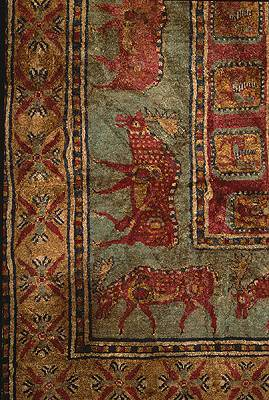
Il tappeto di Pazyryk

## Musealizzazione
I reperti delle più importanti sepolture nomadi rimangono nei paesi in cui sono stati ritrovati, o almeno nelle capitali degli stati in cui si trovavano al momento del ritrovamento, tanto che molti reperti provenienti dall'Ucraina e da altri paesi dell'ex Unione Sovietica si trovano oggi in Russia. I musei dell'Europa occidentale e americani hanno collezioni relativamente piccole, sebbene ci siano state mostre itineranti di livello internazionale. L'Ermitage di San Pietroburgo ospita la più antica e migliore collezione d'arte scitica. Altre collezioni interessanti comprendono diversi istituti russi, Budapest e Miskolc in Ungheria, Kiev in Ucraina, il Museo Nazionale dell'Afghanistan.
La mostra L'oro degli Sciti proveniva da una serie di mostre ucraine tra cui il Museo dei tesori storici dell'Ucraina, l'Istituto di archeologia di Kiev e la Riserva archeologica storica statale di Perejaslav.  Il Museo di Storia Locale Melitopol ha anche un'importante collezione, scavata da un vicino kurgan.
Gli investigatori russi individuano e rubano manufatti.

### Esplicative
1. ↑  (EN) Di Cosimo N, The Northern Frontier in Pre-Imperial China (1.500 – 221 BC), in Loeuwe M e Shaughnessy EL (a cura di), The Cambridge History of Ancient China: From the Origins of Civilization to 221 BC, Cambridge University Press, 1999, ISBN 9780521470308.
«Even though there were fundamental ways in which nomadic groups over such a vast territory differed, the terms “Scythian” and “Scythic” have been widely adopted to describe a special phase that followed the widespread diffusion of mounted nomadism, characterized by the presence of special weapons, horse gear, and animal art in the form of metal plaques. Archaeologists have used the term “Scythic continuum” in a broad cultural sense to indicate the early nomadic cultures of the Eurasian steppe. The term "Scythic" draws attention to the fact that there are elements – shapes of weapons, vessels, and ornaments, as well as lifestyle – common to both the eastern and the western ends of the Eurasian steppe region»
2. ↑  L'interpretazione riferita da Citati 2005, p. 317 riprende la tesi di Schiltz 1994.
3. ↑  40 stele antropomorfe su un totale di 137 includono la raffigurazione di un corno potorio stando le verifiche riportate da (RU) Ol'khovskiy VS e Evdokimov GL, Skifskie izvayaniya VII–III vv. do n.e., Mosca, MTO METEO Publ., 1994,  pp. 67 e 69 (tabella 14).

### Bibliografiche
1. ↑  Ed. in (EN) J.F. So e E.C. Bunker, Traders and raiders on China's northern frontier, Seattle : Arthur M. Sackler Gallery, Smithsonian Institution, in association with University of Washington Press, 1995,  p. 50, ISBN 978-0-295-97473-6.
2. ↑  Boardman 1993, pp. 131-133.
3. ↑  (EN) Pankova S e Simpson St. J, Masters of the Steppe: The Impact of the Scythians and Later Nomad Societies of Eurasia: Proceedings of a conference held at the British Museum, 27-29 October 2017, Archaeopress Publishing Ltd, 21 gennaio 2021,  pp. 218-219, ISBN 978-1-78969-648-6.
«Inv. nr.Si. 1727- 1/69, 1/70»
4. ↑  (EN) Francfort HP, Sur quelques vestiges et indices nouveaux de l'hellénisme dans les arts entre la Bactriane et le Gandhāra (130 av. J.-C.-100 apr. J.-C. environ), in Journal des Savants, 1º gennaio 2020,  p. 37.
5. ↑  (EN) Ollermann H, Belt Plaque with a Bear Hunt. From Russia (Siberia). Gold. 220-180 B.C. The State Hermitage Museum, St. Petersburg, Russia, su flickr.com, 22 agosto 2019.
6. ↑  (EN) Kim MJ, A Study on the Scythian Buckle (PDF), in Journal of Fashion Business, vol. 10, 2006,  p. 49.
7. ↑  Jacobson 1995, pp. 2-3, 22-23.
8. ↑  Bunker 2002, pp. 3-4, 23.
9. ↑  Andreeva 2018, pp. 48-56.
10. 1 2 3 4 5 6 7 8  Korkuti 1997.
11. 1 2  Artamonov 1966.
12. 1 2 3 4   Duval PM, CELTICA, Arte, in Enciclopedia dell'arte antica, Roma, Istituto dell'Enciclopedia Italiana, 1959.
13. 1 2 3  (EN) Jacobsthal P, Early Celtic Art, Oxford, Clarendon Press, 1944.
14. ↑  Jacobson 1995, pp. 1, 4-12.
15. ↑  Boardman 1993, p. 355.
16. ↑  Jacobson 1995, pp. 3-4.
17. ↑  (EN) Sinor D, The Cambridge History of Early Inner Asia, Cambridge University Press, 1990,  p. 97, ISBN 978-0-521-24304-9.
18. ↑  (EN) Bonfante L, The Scythians: Between Mobility, Tomb Architecture, and Early Urban Structures, in The Barbarians of Ancient Europe : Realities and Interactions, Cambridge University Press, 2011,  p. 110, ISBN 978-0-521-19404-4.
19. ↑  (EN) West BA, Encyclopedia of the Peoples of Asia and Oceania, Infobase Publishing, 2009,  pp. 713-717, ISBN 1-4381-1913-5.
20. 1 2  Davis-Kimball 1995, pp. 27-28.
21. ↑  (EN) Watson W, The Chinese Contribution to Eastern Nomad Culture in the Pre-Han and Early Han Periods, in World Archaeology, vol. 4, n. 2, Taylor & Francis Ltd., ottobre 1972,  pp. 139-149.
22. ↑  (EN) Scythian, su global.britannica.com, Encyclopædia Britannica Online. URL consultato il 31 dicembre 2014 (archiviato dall'url originale il 21 maggio 2014).
23. ↑  Erodoto, IV, 46.
24. ↑   Scythians, in Encarta, Microsoft Corporation, 2008.
25. ↑  (EN) The Steppe, su global.britannica.com, Encyclopædia Britannica Online. URL consultato il 31 dicembre 2014.
26. 1 2  (EN) History of Central Asia, su global.britannica.com, Encyclopædia Britannica Online. URL consultato il 31 dicembre 2014.
27. ↑  Beckwith 2009, p. 117.
28. ↑  Beckwith 2009, pp. 377-380.
29. ↑  Bonfante 2011, p. 71.
30. ↑  Beckwith 2009, p. 11.
31. ↑  Erodoto, IV, 6, 2.
32. ↑  Szemerényi 1980, pp. 21-22.
33. ↑  Erodoto, VII, 64.
34. ↑   Facchini F e Belcastro MG, Aspetti antropologici in antiche popolazione delle steppe euroasiatiche, 2007,  p. 52. in Bonora-Marzatico 2007
35. 1 2  Szemerényi 1980, p. 16.
36. ↑  Szemerényi 1980, p. 12.
37. ↑  Szemerényi 1980, p. 11.
38. ↑  Szemerényi 1980, p. 14.
39. ↑  Szemerényi 1980, p. 18.
40. ↑  Szemerényi 1980, pp. 45-46.
41. ↑  Rice 1958, p. 78.
42. ↑  Rice 1958, p. 175.
43. 1 2  Rice 1958, p. 176.
44. ↑  Rice 1958, p. 145.
45. ↑  Rice 1958, pp. 14-15.
46. ↑  Citati 2005, p. 314.
47. ↑  Rice 1958, p. 146.
48. ↑  Rice 1958, pp. 160-161.
49. ↑  Rice 1958, p. 149.
50. ↑  Rice 1958, p. 150.
51. ↑  Rice 1958, p. 157.
52. ↑  Rice 1958, p. 171.
53. ↑  Rice 1958, p. 168.
54. 1 2  (RU) Kyzlasov LR, "Storia di Tuva nel Medioevo", Mosca, 1969,  pp. 207 e 208.
55. 1 2  (EN) Shipova EN, Dictionary of Turkisms In Russian,  p. 55.
56. ↑  Jacobson 1995, p. 1.
57. ↑  Jacobson 1995, p. 13.
58. ↑  Rice 1958, p. 79.
59. ↑  (EN) Kneeling Warrior, su The Metropolitan Museum of Art. URL consultato il 16 ottobre 2024 (archiviato il 25 dicembre 2021).
60. ↑  (EN) Statuette of warrior | bronze cauldron |  Saka culture, Xinjiang, su ResearchGate. URL consultato il 17 ottobre 2024 (archiviato il 25 dicembre 2021).
61. 1 2   Santoro A, L'arte delle steppe, in Atlante di Archeologia, Milano, 1994.
62. ↑  Jacobson 1995, pp. 4-10.
63. ↑  Rice 1958, pp. 185-197.
64. ↑  Piotrovsky, pp. 28-30.
65. ↑  Rice 1958, p. 90.
66. 1 2  Rice 1958, p. 91.
67. ↑  Jacobson 1995, pp. 14-16.
68. ↑  Rice 1958, pp. 91-92.
69. ↑  Rice 1958, p. 109.
70. ↑  Rice 1958, p. 110.
71. ↑  Rice 1958, p. 94.
72. ↑  Rice 1958, p. 141.
73. ↑  (RU) Forostyuk, Луганщина релігійна, Lugansk, Світлиця, 2004.
74. ↑  (EN) Anthony DW, The Horse, The Wheel and Language: How Bronze-Age Riders from the Eurasian Steppes Shaped the Modern World, 2007.
75. ↑  Rice 1958, p. 160.
76. ↑  Rice 1958, p. 170.
77. ↑  (EN) Loehr M, The Stag Image in Scythia and the Far East, in Archives of the Chinese Art Society of America, vol. 9, 1955,  pp. 63-76.
78. ↑  (EN) Farkas A, Interpreting Scythian Art: East vs. West, in JSTOR, vol. 39, n. 2, 1977,  pp. 124-138.
79. ↑  (EN) 'Gorytos' from the Tomb of Philip, su macedonian-heritage.gr.
80. ↑  Rice 1958, p. 93.
81. ↑  (UK) Мелитопольский городской краеведческий музей, su mgk.zp.ua. URL consultato il 10 marzo 2022 (archiviato dall'url originale l'8 settembre 2019).
82. ↑  (EN) Vanessa Thorpe, This article is more than 2 years old Specialist gang ‘targeting’ Ukrainian treasures for removal to Russia, su The Guardian, 12 giugno 2022. URL consultato il 17 ottobre 2024 (archiviato il 27 giugno 2022).

### Fonti primarie
- (GRC) Erodoto, Storie.
- (GRC) Strabone, Geografia.

### Fonti secondarie
In lingua italiana
- G.L. Bonora e Marzatico F (a cura di), Ori dei cavalieri delle Steppe : Collezioni dai Musei dell'Ucraina, Silvana Editore, 2007, ISBN 9788836608850.
- Pietro Citati, Il mondo classico. Gli Sciti, in La civiltà letteraria europea, Milano, Arnoldo Mondadori Editore, 2005,  pp. 311-325.
- Georges Dumézil, Storie degli Sciti, Milano, Rizzoli, 1980.
- T.T. Rice, Gli Sciti, Il Saggiatore, 1958  [1957].

In altre lingue
- (EN) Andreeva P, Fantastic Beasts of the Eurasian Steppes: Toward a Revisionist Approach to Animal Style Art, University of Pennsylvania (Diss), 2018.
- (EN) Andreeva P, Animal Style at the Penn Museum: Conceptualizing Portable Steppe Art and Its Visual Rhetoric, in Orientations, vol. 52, 2020,  pp. 48-56.
- (EN) Boardman J (a cura di), The Oxford History of Classical Art, Oxford University Press, 1993, ISBN 0198143869.
- (EN) Borovka G, Scythian Art, New York, Paragon, 1967.
- (EN) Bunker EC, Nomadic art of the eastern Eurasian steppes: the Eugene V. Thaw and other New York collections, New York, The Metropolitan Museum of Art, 2002, ISBN 978-0-30009688-0.
- (EN) Charrière G, Scythian Art: Crafts of the Early Eurasian Nomads, New York, Alpine Fine Arts Collections Ltd, 1979.
- (EN) Jacobson E, The Art of the Scythians, BRILL, 1995, ISBN 9004098569.
- (EN) Piotrovsky B [et al.], Excavations and Discoveries in Scythian Lands, in From the Lands of the Scythians: Ancient Treasures from the Museums of the U.S.S.R., 3000 B.C.–100 B.C., The Metropolitan Museum of Art Bulletin, vol. 32, n. 5, 1974.
- (EN) Piotrovsky B, Galanina L e Grach N, Scythian Art, Oxfrod-Leningrado, Phaidon-Aurora, 1987.
- (EN) Reeder ED (a cura di), Scythian Gold: Treasures from Ancient Ukraine, New York, Abrams Inc, 1999.
- (DE) Rolle R, Die Welt der Skythen, Lucerna-Francoforte, Bucher, 1980.
- (EN) Szemerényi O, Four old iranian ethnic names: Scythian - Skudra - Sogdian - Saka, Vienna, Verlag der Österreichischen akademie der wissenschaften, 1980.
- (EN) Sher YA, On the Sources of the Scythic Animal Style, in Arctic Anthropology, vol. 25, n. 2, University of Wisconsin Press, 1988,  pp. 47-60.
- (FR) Schiltz V, Les Scythes et les nomades des steppes. VIIIe siècle avant J.-C. - Ier siècle après J.-C, Parigi, Gallimard, 1994.
- (EN) Stoddert K (a cura di), From the Lands of the Scythians, New York, The Metropolitan Museum of Art, 1985.
- (EN) Williams D e Ogden J, Greek gold: jewellery of the classical world, Metropolitan Museum of Art/British Museum, 1994, ISBN 0714122025.